# Jan Arnošt Schösser
Jan Arnošt Schösser z Emblebenu (1574, Frankfurt nad Odrou – 20. listopadu 1617, Ústí nad Labem) byl primátor města Ústí nad Labem, který byl defenestrován.

## Ústecká defenestrace

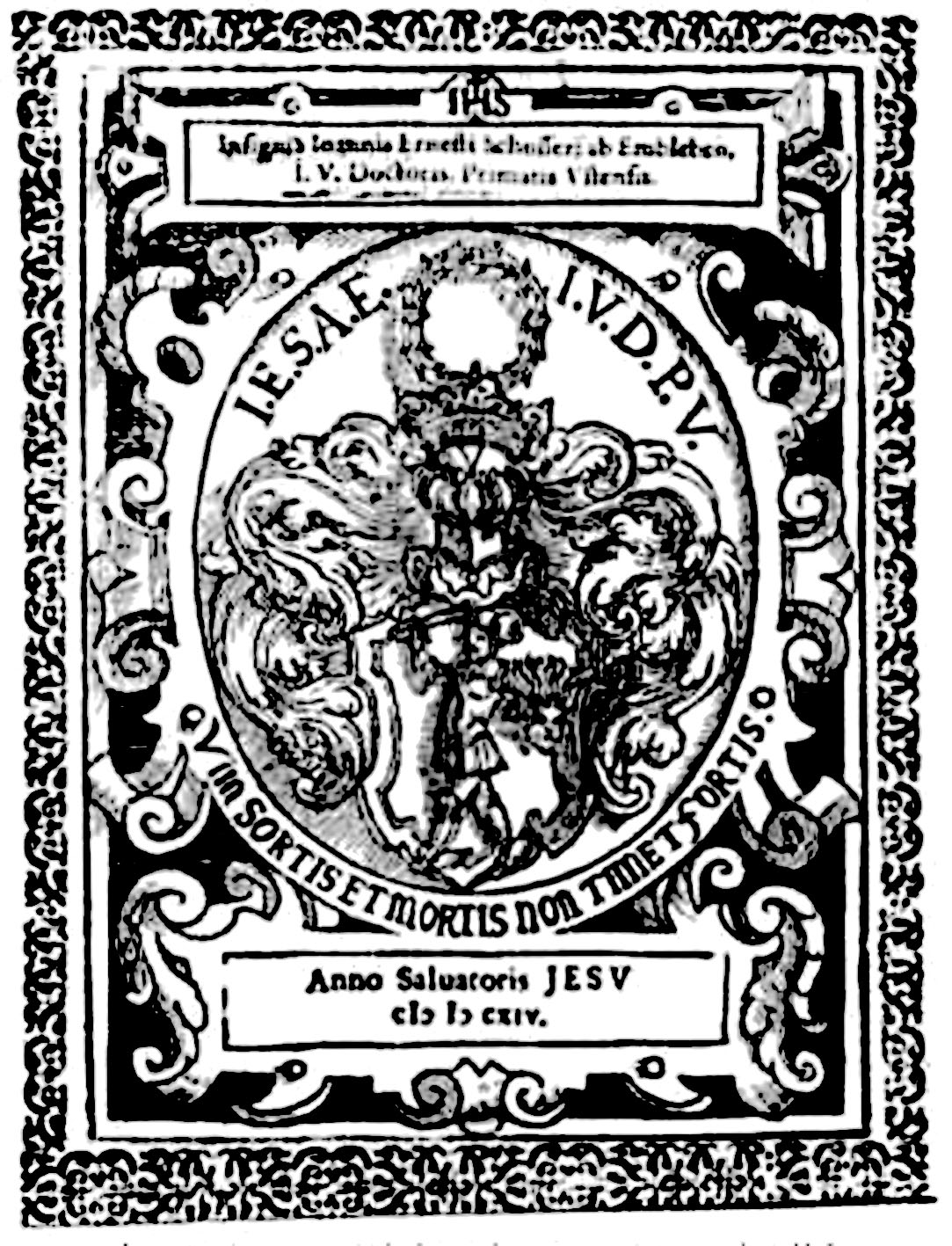
Erb rodu Jana Arnošta Schössera

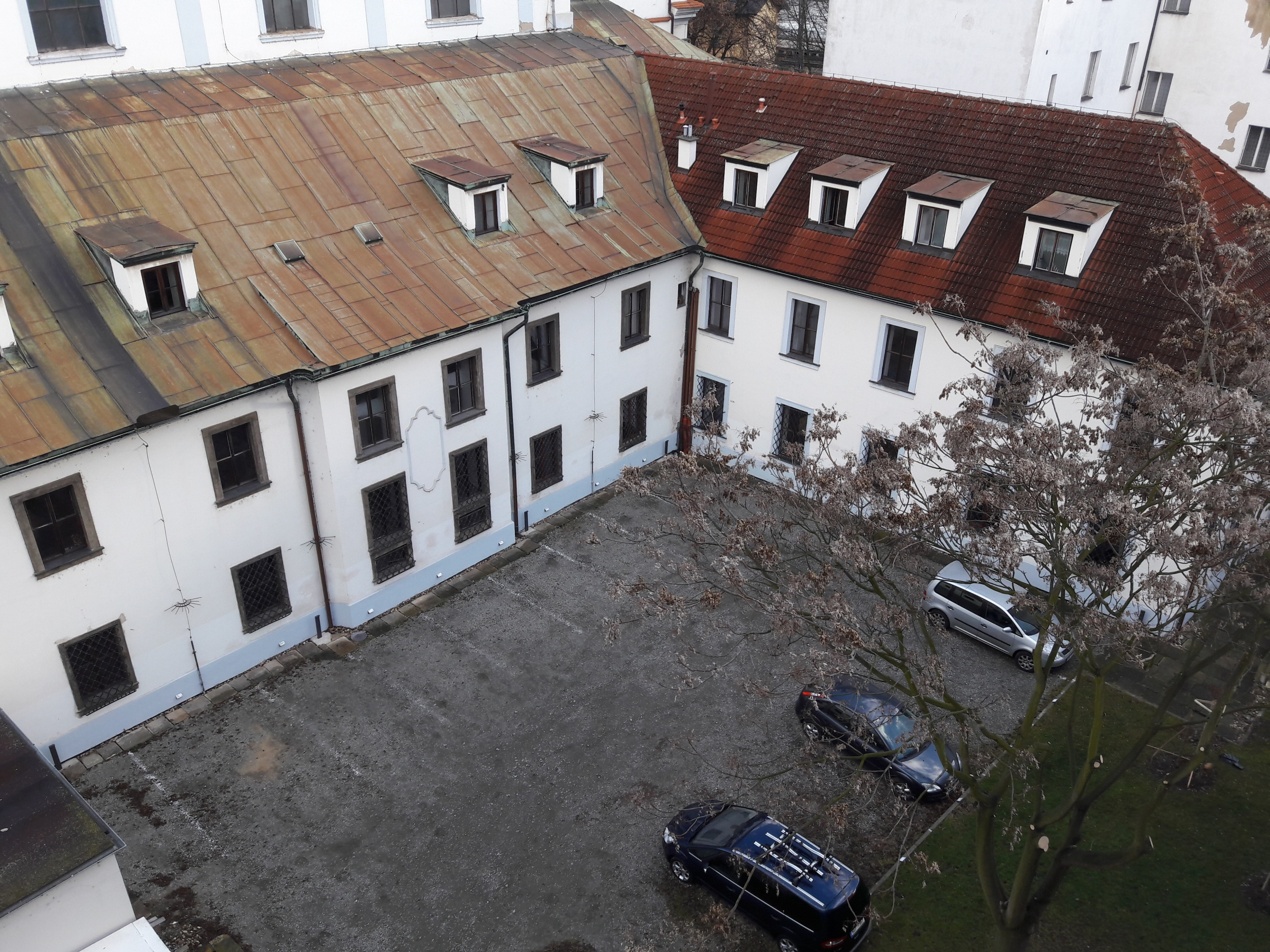
Dominikánský klášter v Ústí nad Labem

Ke krvavé defenestraci ústeckého primase dle historiků došlo nejspíše 20. listopadu 1617, tedy před druhou pražskou defenestrací Slavaty, Martinice a Fabricia. Zmiňoval se o ní i známý jezuita, vlastenec, Bohuslav Balbín. V Ústí samotném události líčí mimo jiné i rukopis dominikánů, jimž byl defenestrovaný primátor Jan Arnošt Schösser z Emblebenu dobrodincem.

### Rukopisné líčení události
Dominikánský rukopis se skutečně barokní dramatičností staví dobrodince ústeckého kláštera do příznivého světla proti neurvalým vrahům, nekatolíkům. 
Schösserova likvidace měla být smluvena 31. října, tj. v den výročí Lutherova veřejného vystoupení. Přísahu měli účastnící stvrdit vypitím poháru vína, do nějž předem nakapali vlastní krev z prstu k tomu poraněného. V den útoku nechali spiklenci zavřít městské brány. Zvony vyzváněly ke šturmu. Krvelačný dav neprostupně obklíčil primasův dům. Tomu se však údajně podařilo uprchnout. Prý dokonce přímo k dominikánům. Zde se prý štvaný Schösser vyzpovídal. Odevzdaně na půdě kláštera očekával hodinu své smrti. Jeho úkryt však byl davem vypátrán. Už ani svatost místa jeho vraždě nemohla zabránit. Byl rozzuřenými měšťany shozen se střechy. Jeho bezvládné tělo pak bylo dovlečeno na náměstí a zde probodáno 270 ranami. A ještě jeden detail na dokreslení charakteru textu. Na Schössera se údajně zuřivě vrhl též mladý řezník, jemuž „druhdy byl dobrodincem, ba skutečným otcem“!
Toto dramatické líčení je však pouze tendenční dominikánskou legendou, stejně jako tvrzení z jiných pramenů[zdroj?] uvádějící, že primasovo tělo bylo rozsekáno na dva tisíce kousků. Ve skutečnosti nejspíš Schössera shodili z okna či střechy jeho domu na připravené zbraně spiklenců na ulici. Pravdou však zůstává, že místo svého posledního odpočinku Jan Arnošt Schösser nalezl na půdě dominikánského kláštera. Tak nějak líčí tragédii nečetné dobové dokumenty. Zvláště pak v tzv. staré manipulaci zachované materiály k procesu, který se proti spiklencům připravoval. V Praze o primasově smrti věděli již v pátek 24. listopadu. Ten den královské úřady rozhodly o vytvoření komise. Ta měla vyšetřit okolnosti „pozdvižení, jež se v pondělí toto minulé v čase nočním v Ústí sběhlo“, kdy vzbouřenci ve velkém počtu „na dům někdy primase jejich Arnošta Schesera udeřili, jej vyšturmovali, až i on tak sám tu mezi nimi o hrdlo způsobem nenáležitým připraven jest“.

### Vyšetřovací komise
Vzhledem k dosud v obci přetrvávajícímu pozdvižení měla komise přimět nespokojence k poslušnosti vůči purkmistru a konšelům a zároveň měla zjistit původce vzbouření. Zachovalý list, v němž se píše o vytvoření vyšetřovací komise je určen Sezimovi z Vrtby, hejtmanovi Bedřichovi z Bílé, hofrychtéři Matesi Preklovi z Preklsdorfu a sekretáři Filipu Fabriciovi. Týž den Bedřich z Bílé i jménem druhého litoměřického hejtmana, Ladislava Zejdlice z Šenfeldu, oznámil do Ústí „přátelům a sousedům mým milým“, že z pověření krále mají záležitost prošetřit přímo ve městě. Žádal o zajištění ubytování již na noc „v pondělí nejprve příští“ (tj. 27. listopadu). Vzápětí byli Ústečtí vyzváni, aby poslali šest osob do Litoměřic a požadované osoby též do Starého Města pražského. Jmenovitě se jednalo o třináct mužů, mezi nimiž byli např. Matyáš Ulbricht, přední měšťan a majitel domu na náměstí, Oldřich Sulzer, radní Adam Fock, Jiřík Eczl (Etzl), Václav Kříž a městský rychtář Šimon Kopnic. Ti všichni se měli spolu s originály privilegií ihned vydat do české kanceláře.
Z instrukce pro komisaře vyslané do Ústí vysvítá stále trvající neklid ve městě. Zajímavá jsou opatření ve prospěch vdovy, druhé Schösserovy ženy, Alžběty Buchfelderové, která se i se sirotky (z prvního manželství) zřejmě hned po vraždě uchýlila do Prahy. Navzdory všem připravovaným opatřením, v kontextu pozdějších dějinných událostí, bylo vyšetřování záhy ukončeno a defenestrace ústecká zůstala nepotrestána.